# Richard B. Mason
Richard Barnes Mason (16 de enero de 1797–25 de julio de 1850) fue un militar estadounidense y Gobernador Militar de California antes de que ese territorio se convirtiera en Estado de los Estados Unidos.
Mason nació en la propiedad de su familia de Lexington Plantation (una plantación es el equivalente sureño estadounidense a una hacienda en Hispanoamérica), en el Condado de Fairfax, en el Estado de Virginia. Él era el hijo menor de George Mason V y su esposa Elizabeth "Betsey" Mary Ann Barnes Hooe, y era nieto de George Mason, uno de los Padres fundadores de los Estados Unidos.
Mason ingresó al Ejército de los Estados Unidos en 1817 y sirvió en el 1.º Regimiento de Infantería de Estados Unidos durante la Guerra de Halcón Negro. En 1833 él fue transferido a los Dragones del Ejército estadounidense (precursores del 1.º Regimiento de Caballería estadounidense) con el rango de primer mayor. En 1836 Mason fue ascendido a teniente coronel. Durante la Intervención estadounidense en México sirvió en el Territorio de Nuevo México y en California, llegando a ser ascendido al rango de coronel en 1846.
Mason fue nombrado Gobernador Militar de California por el entonces presidente de los Estados Unidos, James K. Polk, y ejerció el cargo entre el 31 de mayo de 1847 y el 13 de abril de 1849; en aquel entonces California, un antiguo territorio mexicano, acababa de ser conquistada militarmente y anexada por Estados Unidos, y era administrada por un gobierno militar (situación que se prolongó hasta que se convirtió en un Estado de la Unión americana). Cuando se descubrió oro en Sutter's Mill (el evento que desató la célebre Fiebre del oro de California) Mason hizo un informe del hallazgo al presidente Polk.
Mason murió en el Cuartel Militar de Jefferson, en San Luis, en el estado de Misuri, el 25 de julio de 1850.